# Frank Nelson (acteur)
Pour les articles homonymes, voir Frank Nelson et Nelson.
Frank Nelson est un acteur américain né le 6 mai 1911 décédé le 12 septembre 1986 à Hollywood (Californie).

## Filmographie
- 1924 : The Last of the Duanes de Lynn Reynolds
- 1927 : Great Mail Robbery de George B. Seitz
- 1937 : Black Legion : Radio announcer
- 1937 : Hold 'Em Navy (en) : Radio announcer
- 1938 : Gang Bullets
- 1949 : Beyond Civilization to Texas (voix)
- 1949 : The 3 Minnies: Sota, Tonka and Ha-Ha! (voix)
- 1949 : Bungle in the Jungle (voix)
- 1949 : Romantic Rumbolia (voix)
- 1950 : When You're Smiling : Jeweler
- 1950 : The Hank McCune Show (série télévisée)
- 1950 : The Milkman de Charles Barton : Mr. Green
- 1951 : Quatorze heures (Fourteen Hours) : Impatient Hotel Guest
- 1951 : You Never Can Tell : Police Lt. Gilpin
- 1952 : Bonzo Goes to College (en) : Dick
- 1952 : So You Want to Get It Wholesale
- 1952 : Here Come the Nelsons de Frederick de Cordova : Hastings
- 1952 : So You're Going to the Dentist
- 1952 : My Pal Gus : McNary
- 1953 : The Clown : Charlie
- 1953 : And Baby Makes Two
- 1953 : Drôle de meurtre (Remains to Be Seen) de Don Weis : Fleming
- 1953 : Money from Home : Radio Exercise Instructor (voix)
- 1954 : Une femme qui s'affiche (It Should Happen to You) : Harold, Macy's salesman
- 1955 : Beau fixe sur New York (It's Always Fair Weather) : Midnight with Madeleine Announcer
- 1957 : Kelly and Me : Conductor
- 1957 : Embrasse-la pour moi (Kiss Them for Me) : R.L. Nielson (hotel manager)
- 1962 : Les Jetson (The Jetsons) (série télévisée) : Additional Voices (voix)
- 1969 : Dinky Dog (série télévisée) : Uncle Dudley (voix)
- 1975 : The Oddball Couple (série télévisée) : Spiffy
- 1977 : The Mouse and His Child : Crow (voix)
- 1978 : The All-New Popeye Hour (série télévisée) : Uncle Dudley (voix)
- 1978 : Puff, the Magic Dragon (TV) : Tall Doctor (voix)
- 1980 : Oz : Hungry Tiger (voix)
- 1981 : Le Monde fou, fou, fou de Bugs Bunny (The Looney, Looney, Looney Bugs Bunny Movie) (voix)
- 1983 : Monchhichis (série télévisée) : Wizzar (voix)
- 1984 : Les Snorky ("Snorks") (série télévisée) : Governor Wetworth (1984-1986) (voix)
- 1986 : Garfield in Paradise (en) (TV) : Hotel Clerk / Salesman (voix)
- 1986 : The Malibu Bikini Shop : Richard J. Remington

## Anecdotes
- Il a inspiré un personnage de la série Les Simpson surnommé "le type étrange qui dit Oh oui" par Homer